# Aníbal Velásquez Valdivia
Aníbal Velásquez Valdivia (Perú, 22 de enero de 1962-) es un médico epidemiólogo peruano. Fue el Ministro de Salud del Perú, desde el 5 de noviembre de 2014 hasta el 28 de julio de 2016.

## Biografía
Estudió Medicina en la Universidad Nacional de San Agustín de Arequipa, recibiéndose de médico-cirujano. Tiene una maestría en Malariología y Saneamiento Ambiental por la Universidad de Carabobo (Venezuela), así como una maestría en Epidemiología por la Universidad Nacional Mayor de San Marcos.
Fue jefe del Instituto Nacional de Salud (2008-2010) y director general de Seguimiento y Evaluación en el Ministerio de Desarrollo e Inclusión Social del Perú (Midis) (2010-2013). El 3 de septiembre de 2014 asumió como viceministro de Salud Pública, cargo que ejercía al momento de ser nombrado Ministro de Salud.
Además, ha trabajado para organizaciones privadas e instituciones de cooperación internacional como la OMS, la Unión Europea, el Swiss Tropical and Public Health Institute, entre otras. También se ha desempeñado como docente en estudios de posgrado en diversas universidades estatales y privadas del Perú.

### Ministro de Salud
El 5 de noviembre de 2014 juró como Ministro de Salud, en reemplazo de la ministra renunciante Midori de Habich. La ceremonia se realizó en el Salón Dorado de Palacio de Gobierno.
| Predecesor: Midori de Habich Rospigliosi | Ministro de Salud del Perú 5 de noviembre de 2014 - 28 de julio de 2016 | Sucesor: Patricia García Funegra |